# ブランスフィールド海峡

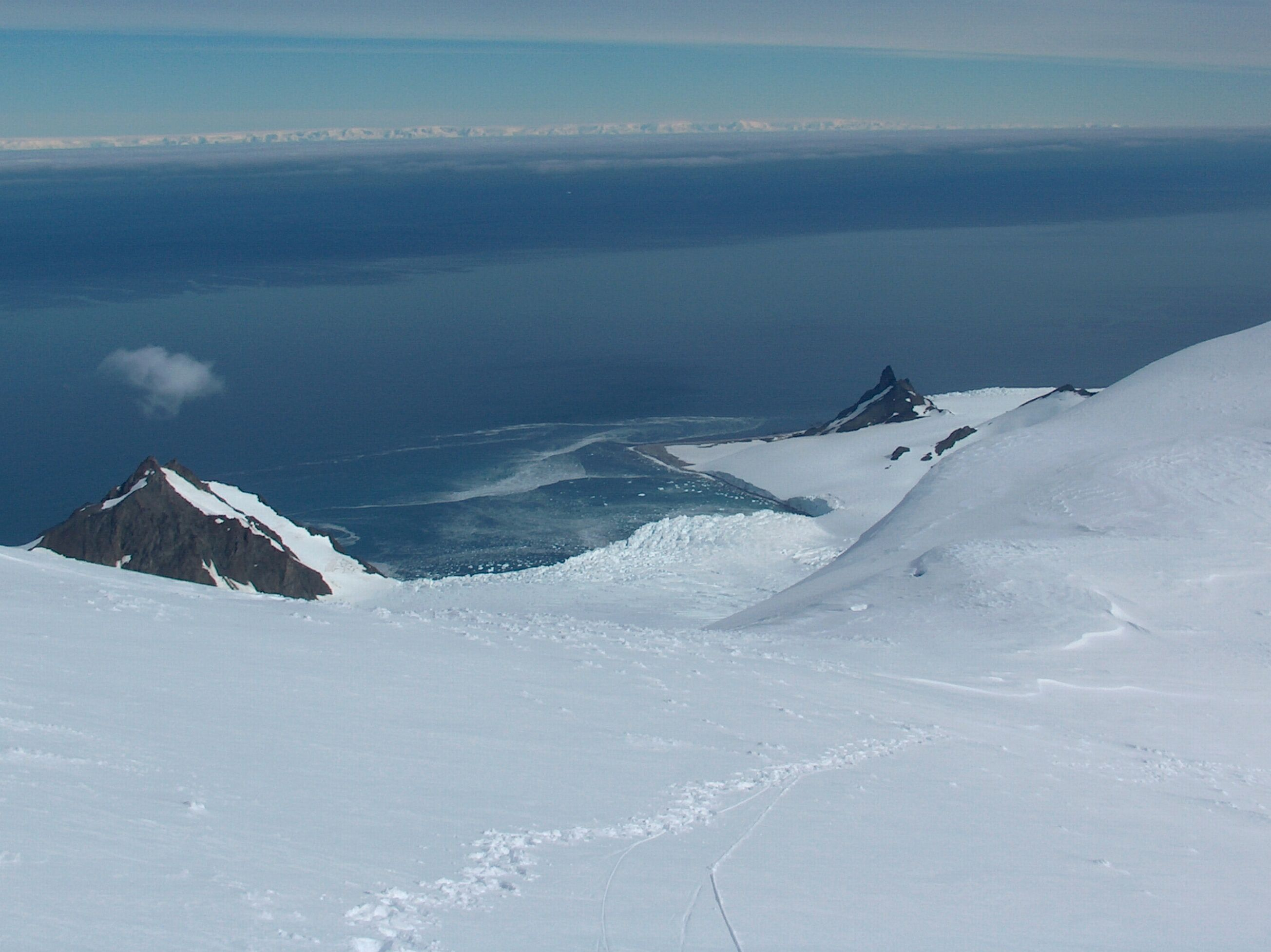
リビングストン島から見た海峡

ブランスフィールド海峡(ブランスフィールドかいきょう、Bransfield Strait、南緯63度 西経59度 / 南緯63度 西経59度座標: 南緯63度 西経59度 / 南緯63度 西経59度)は、サウス・シェトランド諸島と南極半島の間におおよそ北東から南西の方向に挟まれる長さ約300km、幅約100kmの海峡である。1825年にイギリス海軍のジェームズ・ウェッデルにより、1820年にサウス・シェトランド諸島を記録した同海軍のエドワード・ブランスフィールドにちなんで命名された。
海峡に沿った海底のトラフは、ブランスフィールドトラフ(南緯61度30分 西経54度0分 / 南緯61.500度 西経54.000度)として知られる。海盆は、長さ約400km、深さ約2kmで、サウス・シェトランド諸島と南極半島の間に位置する。約400万年前に始まった島の裏側の隆起によって形成された。この隆起は今も続き、ブランスフィールド海峡に沿った地震や火山の噴火を引き起こしている。海峡に沿って、休火山のオルカ海山等、水面下に火山由来の弓状の海山帯がある。
2007年11月23日、客船MVエクスプローラーが氷山に衝突し、ブランスフィールド海峡に沈んだが、154人の乗員全員が救助され、けが人は報告されていない。